# Alfonso Enríquez
Alfonso Enríquez, noto anche come Alonso Enríquez (Guadalcanal (Spagna), 1354 – Guadalupe (Spagna), 1429), fu almirante di Castiglia (1405-1426) e signore di Medina de Rioseco.

## Sfondo
Alfonso era il figlio illegittimo di Fadrique Alfonso de Castilla, 25th maestro dell'ordine di Santiago, signore di Haro e adelantado mayor de la frontera de Andalucía, e di una donna sconosciuta. Suo padre fu assassinato il 29 maggio 1358 nella Alcázar di Siviglia, per ordine del fratello Pietro.
Fu il fondatore del casato degli Enriquez, ed il primo almirante di Castiglia della sua famiglia dal 1405. I suoi nonni paterni furono Alfonso XI di Castiglia e Eleonora di Guzmán. Era nipote (di zio) di Enrico II di Castiglia e cugino del re Giovanni I di Castiglia. 
Suo fratello era Pedro Enriquez de Castilla, conte di Trastámara, Lemos e Sarria, connestabile di Castiglia e Pertiguero mayor de Santiago. Sua sorella Eleonora, sposò il maresciallo di Castiglia Diego Gomez Sarmiento.

## Biografia
Alfonso Enriquez rimase nascosto mentre era in vita suo zio Pietro I di Castiglia, che ordinò di uccidere il padre nel 1358 nell'Alcazar di Siviglia. Sebbene i cronisti castigliani contemporanei abbiano avvolto la figura di sua madre nel mistero e in seguito i genealogisti non la menzionino, altri autori, ad esempio, il portoghese Fernão Lopes scrissero in connessione con eventi accaduti nel 1384, che l'ammiraglio era figlio di un'ebrea.
Nel "Memorial de cosas antiguas" attribuito al diacono di Toledo, Diego de Castilla, dicono che Fadrique ebbe Alonso da una ebrea di Guadalcanal di nome Paloma. Egli raccontò una storia dove re Ferdinando il Cattolico stava cacciando ed era un falco con un airone ed entrambi volarono via, lasciando il re ad inseguire, e Martin de Rojas era sempre con il falco finché non lo vidde uscire e gettare dopo una colomba. Chiedendo il re del suo falco, Martin replicò, "Signore, ci va dopo nostra nonna", essendo Martin un discendente lui stesso di Paloma.
Nek 1389, Giovanni I di Castiglia gli diede le terre intorno ad Aguilar de Campos. Negli anni successivi, riuscì a estendere il suo territorio. Fino al 1402, servì il re come comandante e amministrò il castello di Medina de Rioseco.
Nel 1387, Alonso sposò Juana de Mendoza y de Orozco. Nel 1395, insieme a sua moglie, cominciò la costruzione del monastero di Santa Clara di Palencia, che era stato iniziato da Enrico II di Castiglia e sua moglie, la regina Giovanna Manuel, progettando la chiesa e il cimitero degli ammiragli di Castiglia.
Si congettura che deve essere stato per volere di sua moglie che il titolo di almirante di Castiglia passò a lui alla morte del fratello Diego Hurtado de Mendoza nel 1405, che deteneva quell'incarico. Oltre all'azione militare in mare, questo incarico comprendeva anche il tentativo di ottenere la giurisdizione civile e penale su tutti i porti del regno di Granada, culminando dopo tre anni con la presa di Antequera.
La famiglia Enríquez detenne il titolo di almirante di Castiglia dal 1405 al 1705. Alfonso fu il più famoso ammiraglio della famiglia, vincendo molte battaglie navali.

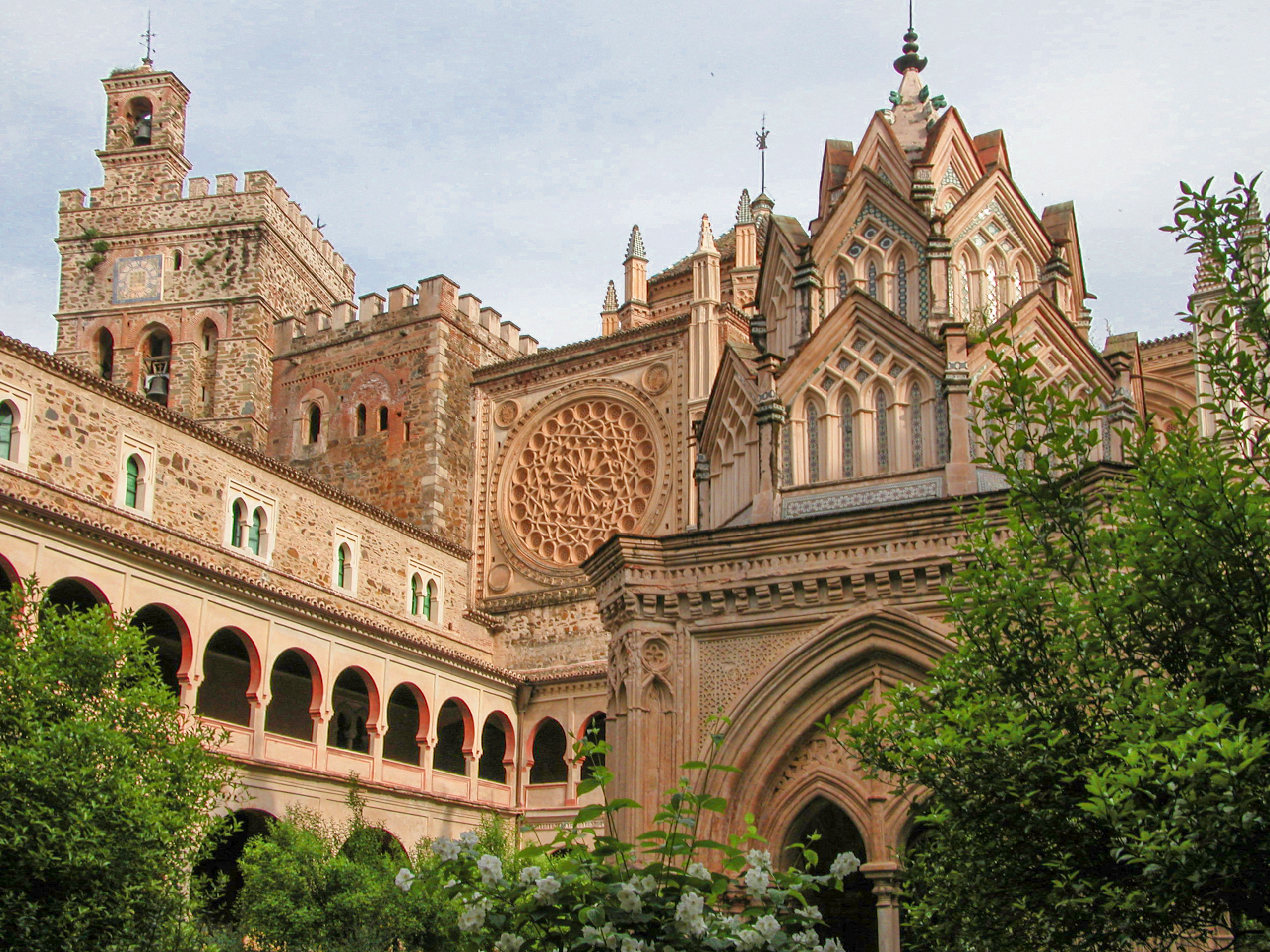
Il monastero di Guadelupe dove Alfonso Enríquez morì 1429

Nel 1407, sconfisse la flotta combinata di Tunisi (Hafsidi), Granada (Nasridi) e Tlemcen (città capitale del regno di Tlemcen zayyanide). Questa fu la sua ultima grande battaglia navale. In seguito, ispezionò la flotta e condusse azioni militari a terra, come la cattura di Antequera nel 1410. Fu coinvolto negli impegni politici della corte e nelle sue feste.

### Matrimonio e figli
Nel 1387, Alfonso Enriquez, fingendosi un servo, chiese a Juana de Mendoza (una vedova della battaglia di Aljubarrota del 1385), se avrebbe sposato il suo signore (se stesso). L'Alfonso mascherato ricevette la risposta che Alfonso Enríquez era il figlio di una "marrana" (famiglia di ebrei convertiti), alla quale il finto servo la schiaffeggiò. Rivelando il suo inganno, si dice che sia stata chiesta la presenza di un prete per sposarli "perché non si dicesse che nessun uomo abbia alzato la mano verso di colei che non era suo marito".
Si dice anche che in una occasione, essendo arrivato a notte fonda, abbia dovuto dormire con la sua compagnia nei campi, ricevendo la spiegazione il giorno seguente dal superbo Mendoza che "Nessuna donna castigliana che si rispetti avrebbe aperto le porte del suo castello a chiunque di notte. "
Il risultato del suo matrimonio con Juana de Mendoza furono tredici figli:
- Fadrique Enriquez (c. 1388-1473), sposò Mariana Fernández de Córdoba y Ayala, da cui ebbe Giovanna, regina consorte d'Aragona;
- Enrique Enríquez de Mendoza (morto c. 1489), fondò il ramo degli Enríquez de Toledo ed Enríquez de Guzmán, conte di Alba de Liste per concessione di Giovanni II di Castiglia dall'8 agosto 1451;
- Pedro Enriquez, morto infante (da non confondere con Pedro Enriquez de Quinones, figlio di suo fratello Fadrique Enriquez);
- Beatriz Enríquez (? -1439), sposò Pedro de Portocarrero y Cabeza de Vaca, signore di Moguer, figlio di Martin Fernandez Portocarrero, IV signore di Moguer, ed Leonor Cabeza de Vaca;
- Leonor Enríquez, sposò nel 1410 Rodrigo Pimentel Alonso Téllez de Meneses, II conte di Benavente;
- Aldonza Enríquez, sposò nel 1410 Rodrigo Alvarez Osorio;
- Isabel Enriquez (? -1469), sposò Juan Ramirez de Arellano, signore di Cameros;
- Inés Enríquez, sposò Juan Hurtado de Mendoza, signore do Almazan;
- Blanca Enriquez, sposò Pedro Nunez de Herrera, signore di Herrera e II signore di Pedraza; la loro figlia, Elvira de Herrera y Enríquez, sposò Pedro Fernández de Córdoba, V signore di Aguilar, e furono i genitori, tra gli altri, di Gonzalo Fernández de Córdoba, el Gran Capitán;
- Constanza Enriquez, sposò Juan de Tovar, signore di Berlanga;
- Maria Enriquez (? -1441), sposò Juan de Rojas y Manrique, signore di Monzón Campos, mayor di Castiglia, che prese parte alla battaglia di La Higueruela nella Vega de Granada, accanto a Giovanni II di Castiglia e al connestabile Álvaro de Luna;
- Mencia Enriquez (? -1480), sposò nel 1430 Juan Fernandez Manrique de Lara, conte de Castañeda dal 1436;
- Juan Enríquez, frate francescano e vescovo di Lugo. La maggior parte degli storici moderni sostengono che fosse figlio dell'ammiraglio Alfonso Enriquez e Juana de Mendoza, altri che fosse semplicemente un membro della famiglia degli ammiragli di Castiglia, una posizione che in quel periodo era tenuta dalla famiglia Enríquez.

## Ascendenza
|                                   |   |                                  | Genitori               |  |  | Nonni |  |  | Bisnonni                   |  |  | Trisnonni              |  |
|                                   |   |                                  |                        |  |  |       |  |  | Ferdinando IV di Castiglia |  |  | Sancho IV di Castiglia |  |
|                                   |   |                                  |                        |  |  |       |  |  | Ferdinando IV di Castiglia |  |  | Sancho IV di Castiglia |  |
|                                   |   | Maria di Molina                  |                        |  |  |       |  |  | Ferdinando IV di Castiglia |  |  |                        |  |
| Alfonso XI di Castiglia           |   |                                  |                        |  |  |       |  |  | Ferdinando IV di Castiglia |  |  |                        |  |
|                                   |   | Costanza del Portogallo          | Dionigi del Portogallo |  |  |       |  |  |                            |  |  |                        |  |
|                                   |   | Costanza del Portogallo          | Dionigi del Portogallo |  |  |       |  |  |                            |  |  |                        |  |
|                                   |   | Costanza del Portogallo          | Isabella d'Aragona     |  |  |       |  |  |                            |  |  |                        |  |
| Federico Alfonso, Signore di Haro |   | Costanza del Portogallo          |                        |  |  |       |  |  |                            |  |  |                        |  |
|                                   |   | Pedro Núñez di Guzmán            | …                      |  |  |       |  |  |                            |  |  |                        |  |
|                                   |   | Pedro Núñez di Guzmán            | …                      |  |  |       |  |  |                            |  |  |                        |  |
|                                   |   | Pedro Núñez di Guzmán            | …                      |  |  |       |  |  |                            |  |  |                        |  |
| Eleonora di Guzmán                |   | Pedro Núñez di Guzmán            |                        |  |  |       |  |  |                            |  |  |                        |  |
|                                   |   | Giovanna Fernandez Ponce de León | …                      |  |  |       |  |  |                            |  |  |                        |  |
|                                   |   | Giovanna Fernandez Ponce de León | …                      |  |  |       |  |  |                            |  |  |                        |  |
|                                   |   | Giovanna Fernandez Ponce de León | …                      |  |  |       |  |  |                            |  |  |                        |  |
| Alfonso Enríquez                  |   | Giovanna Fernandez Ponce de León |                        |  |  |       |  |  |                            |  |  |                        |  |
|                                   | … | …                                |                        |  |  |       |  |  |                            |  |  |                        |  |
|                                   | … | …                                |                        |  |  |       |  |  |                            |  |  |                        |  |
|                                   | … | …                                |                        |  |  |       |  |  |                            |  |  |                        |  |
| …                                 | … |                                  |                        |  |  |       |  |  |                            |  |  |                        |  |
|                                   |   | …                                | …                      |  |  |       |  |  |                            |  |  |                        |  |
|                                   |   | …                                | …                      |  |  |       |  |  |                            |  |  |                        |  |
|                                   |   | …                                | …                      |  |  |       |  |  |                            |  |  |                        |  |
| Paloma                            |   | …                                |                        |  |  |       |  |  |                            |  |  |                        |  |
|                                   |   | …                                | …                      |  |  |       |  |  |                            |  |  |                        |  |
|                                   |   | …                                | …                      |  |  |       |  |  |                            |  |  |                        |  |
|                                   |   | …                                | …                      |  |  |       |  |  |                            |  |  |                        |  |
| …                                 |   | …                                |                        |  |  |       |  |  |                            |  |  |                        |  |
|                                   |   | …                                | …                      |  |  |       |  |  |                            |  |  |                        |  |
|                                   |   | …                                | …                      |  |  |       |  |  |                            |  |  |                        |  |
|                                   |   | …                                | …                      |  |  |       |  |  |                            |  |  |                        |  |
|                                   |   | …                                |                        |  |  |       |  |  |                            |  |  |                        |  |